# Корнволл (мис)
50°7′37.2″ пн. ш. 5°42′21.6″ зх. д. / 50.127000° пн. ш. 5.706000° зх. д.
Мис Корнволл (англ. Cape Cornwall, корн. Kilgoodh Ust) — невеликий мис у Західному Корнволлі, Велика Британія. Лежить за чотири милі на північ від Лендс-Енду поблизу міста Сент-Джаст. До першого картування, 200 років тому, мис Корнволл вважався найзахіднішою точкою Корнволла.
Більша частина мису належить Національному фонду. National Coastwatch має оглядовий майданчик з боку моря. Єдина туристична інфраструктура на даний момент — це автостоянка (належить Національному фонду), громадські туалети та прилавок з напоями влітку.
Приблизно за одну милю на південний захід від мису Корнволл розташовані дві скелі в морі, звані Брізонс. Вони позначають стартову лінію щорічного змагання з плавання, що закінчується в Пріст-Ков.

## Рання історія

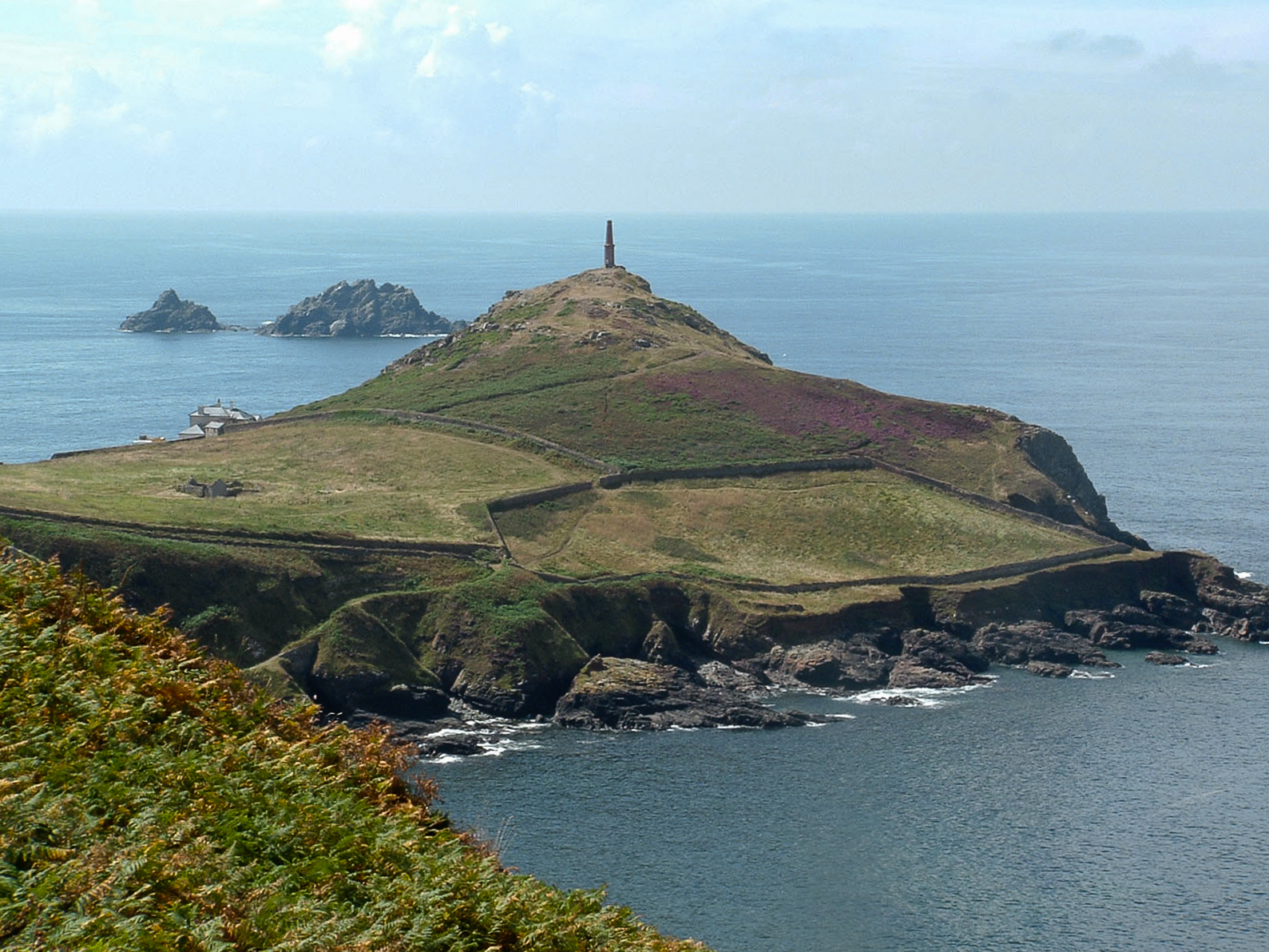
Пам'ятник Гайнца (у центрі видно димар колишньої шахти Кейп-Корнволл 1864 року) присвячений купівлі мису Корнволл для нації компанією HJ Heinz. Ліворуч можна побачити руїни ораторію св. Гелени, а вдалині — дві прибережні скелі під назвою Брізони.

Кераміка, знайдена в цистах на мисі, датована добою пізньої бронзи. Наявність поруч іншого замку на скелі (Кеніджак) може вказувати на те, що ця територія була важливою в залізну добу. На суші мису знаходяться залишки середньовічного Ораторію Святої Гелени, який замінив церкву 6-го століття. З цієї будівлі, можливо, походить купіль, яка зараз встановлена на ґанку церкви Святого Юста.

## 19 століття і досі
Олов'яна шахта, Шахта мису Корнволл, працювала з перервами між 1838 і 1883 роками. Комин шахти 1864 року біля вершини мису був збережений як орієнтир для навігації. На початку 20 століття колишні збагачувальні площі на деякий час були переобладнані для використання як теплиці та виноробні.
У 1987 році шахта була придбана компанією HJ Heinz зі США (і британськими заводами) і націоналізована. Залишки шахти мису Корнволл визначені як частина гірничого ландшафту Корнволлу та Західного Девону, об'єкта Всесвітньої спадщини ЮНЕСКО.

## Зовнішні посилання
- Мис Корнволл у DMOZ